# Primula gemmifera
Primula gemmifera är en viveväxtart som beskrevs av Alexander Feodorowicz Batalin. Primula gemmifera ingår i släktet vivor, och familjen viveväxter. Utöver nominatformen finns också underarten P. g. amoena.